# 沃爾博格 (蒙大拿州)
沃爾博格（英語：Volborg）是位於美國蒙大拿州卡斯特縣的非建制地區。

## 歷史
沃爾博格的郵局自1915年營運至今。

## 地理
沃爾博格所處的海拔為高於海平面705米（即2313英呎），而該地所採用的時區為UTC-6，即北美山地時區（MST）。同時該地設有夏令時間，為UTC-7調快一小時，即UTC-6（MDT）。